# Fræer Sogn
Fræer Sogn er et sogn i Rebild Provsti (Aalborg Stift).
I 1800-tallet var Fræer Sogn anneks til Skørping Sogn. Begge sogne hørte til Hellum Herred i Ålborg Amt. Trods annekteringen var de to selvstændige sognekommuner. Ved kommunalreformen i 1970 blev Fræer indlemmet i Skørping Kommune, der ved strukturreformen i 2007 indgik i Rebild Kommune.
I Fræer Sogn ligger Fræer Kirke.
I sognet findes følgende autoriserede stednavne:
- Fræer (bebyggelse, ejerlav)
- Fræer Purker (areal)
- Jægersborg Skov (areal)
- Knebel Bakker (areal)
- Sejlstrup (bebyggelse, ejerlav)
- Teglhøj (areal)
- Tustrup (ejerlav, landbrugsejendom)